# Eupithecia keredjana
Eupithecia keredjana är en fjärilsart som beskrevs av Brandt 1938. Eupithecia keredjana ingår i släktet Eupithecia och familjen mätare. Inga underarter finns listade i Catalogue of Life.